# Bitwa pod Ch’unch’ŏn
Bitwa pod Chuncheon – jedno z pierwszych starć w wojnie koreańskiej, w dniach 25–29 czerwca 1950.
W trwających trzy dni walkach pod Chuncheon zwyciężyli żołnierze Południa, zadając duże straty II Korpusowi Armii Ludowej, jednak na wieść o upadku Seulu rozpoczęli odwrót.